# Vivana
Vivana je bio perzijski plemić i satrap Arahozije krajem 6. stoljeća pr. Kr.
Nakon smrti perzijskog vladara Kambiza II. u srpnju 522. pr. Kr., pretendent Vahijazdata prigrabio je vlast u Persisu, srcu Perzijskog Carstva. Uzurpator je bio toliko moćan da postavi satrapa u Arahoziji, susjednoj pokrajini bogatoj vodom koja se nalazi na jugozapadu današnjeg Afganistana. Ipak, Arahozijom je vladao satrap Vivana kojeg je postavio Kambiz II., te koji je bio lojalan kraljevom rođaku Dariju Velikom.
Slijed događaja opisan je na Behistunskim natpisima:

Kralj Darije kaže: Taj Vahijazdata, koji se pretvarao da je Smerdis, poslao je svog čovjeka u Arahoziju protiv Vivane, mog podanika i satrapa Arahozije. Imenovao je svoj čovjeka njihovim vođom, i rekao mu je: „Idi i uništi Vivanu i one koji priznaju kralja Darija!“.
Tada je vojska Vahijazdate krenula u pohod protiv Vivane. Bitka je vođenja oko tvrđave Kapiša-kaniš. Ahura Mazda mi je pomogla, i zahvaljujući njenoj milosti moja vojska pobijedila je pobunjenike. Trinaestog dana mjeseca Anamaka, ova bitka je vođena.

Kapiša-kaniš je vjerojatno drugo ime za Kapisu, citadelu u glavnom gradu Arahozije, pokraj modernog grada Kandahara. Postoji mogućnost i kako se radi o modernom Bagramu, koji se nalazi sjeverno od Kabula, no ova se lokacija čini predalekom. Spomenuti datum lakše je odrediti od mjesta bitke: 29. prosinca 522. pr. Kr. Pretpostavlja se kako je opsada trajala tjednima, no njezin ishod nije označio kraj borbi.
Behistunski natpisi dalje navode:

Kralj Darije kaže: Pobunjenici su se okupili po drugi put, i opet krenuli protiv Vivane. Pokraj mjesta Gandutava odigrala se bitka. Ahura Mazda mi je pomogla, i zahvaljujući njenoj milosti moja vojska sasvim je potukla pobunjenike. Sedmog dana Vijaksane ova bitka je vođena.
Kralj Darije kaže: Čovjek koji je zapovijedao vojskom koju je Vahijazdata poslao protiv Vivane pobjegao je zajedno s nekoliko konjanika. Povukli su se do tvrđave Aršada u Arahoziji. Vivana ih je pratio s pješaštvom, a tamo ih je zarobio i pogubio njihove vojskovođe.
Kralj Darije kaže: Zatim je ova provincija bila moja. Ovo je bio moj doprinos u Arahoziji.

Lokacija druge održane bitke nije poznata, no ako uzmemo u obzir kako je Vivana tada napadao pobunjenike, pretpostavlja se kako je odigrana negdje prema jugozapadu. Datum druge bitke je 21. veljače 521. pr. Kr. Prema babilonijskoj verziji priče iz Behistuna, Vahijazdatova vojska izgubila je 4.579 ljudi. Elamska verzija iste priče ne spominje tvrđavu Aršadu, no jasno ističe kako se odigrala negdje na Vivaninoj satrapiji. Postoji mogućnost i kako je pobunjeni zapovjednik tražio utočište negdje u samoj Arahoziji, te kako je pogubljen prije nego što se stigao predati.

## Poveznice
- Darije Veliki
- Vahijazdata
- Arahozija

## Vanjske poveznice
- Vivana (Livius.org)  Arhivirana inačica izvorne stranice od 26. siječnja 2013. (Wayback Machine)
- Pierre Briant: „Od Kira do Aleksandra: Povijest Perzijskog Carstva“ (From Cyrus to Alexander: A History of the Persian Empire), preveo Peter Daniels, Indiana: Eisenbrauns, 2002.
- John Boardman: The Cambridge ancient history, 4. svezak, str. 59.